# Музей плохого искусства
Музей плохого искусства (англ. Museum of Bad Art, MOBA) — американский частный музей, заявленная цель которого — «отмечать труды художников, чьи работы не были оценены ни в одном другом музее». Имеет три отделения, одно в городе Дедем (англ. Dedham, пригород на северо-западе Бостона), Массачусетс, другое в соседнем Сомервилле (англ. Somerville, пригород на севере Бостона), а третье отделение в Бруклайне (англ. Brookline), Массачусетс. Его постоянная коллекция включает в себя около 500 произведений искусства, «слишком плохого, чтобы быть проигнорированным», но ввиду ограниченной площади за раз показывают 30—40 экземпляров в одном из двух павильонов. Также проводятся выездные экспозиции.
Музей был основан в 1994 году, после того, как антиквар Скотт Уилсон показал картины, найденные в грудах хлама, некоторым своим друзьям, которые предложили собрать коллекцию. Вскоре музей разросся и переехал из квартиры Скотта в подвал театра в Дедеме. Объясняя цель создания музея, один из его основателей, Джерри Райли, сказал в 1995 году: «В то время как в каждом городе мира есть хотя бы один музей, посвященный лучшим произведениям искусства, MOBA — единственный музей, посвященный сбору и экспонированию худшего». Чтобы быть включенным в коллекцию МОВА, произведения должны быть оригинальными и созданными с серьёзными намерениями (не для шутки и не ради попадания в экспозицию музея), но они также должны иметь существенные недостатки, и не быть скучными — кураторы не заинтересованы в отображении преднамеренного китча.
«Музей плохого искусства» был упомянут в десятках путеводителей по Бостону и стал источником вдохновения для создание ряда аналогичных коллекций по всему миру. Дебора Соломон из The New York Times отметила, что внимание и интерес к Музею плохого искусства является частью более широкой тенденции музеев к отображению «лучшего плохого искусства». Музей был подвергнут критике за то, что является выставкой антиискусства, но учредители отрицают это, говоря, что эта коллекция является данью уважения к искренности художников, которые упорны в своём стремлении достичь идеала, несмотря на то, что в процессе получаются ужасные картины. По словам соучредителя Мэри Джексон: «Мы делаем это, чтобы отпраздновать право художника на неудачу».

## История возникновения

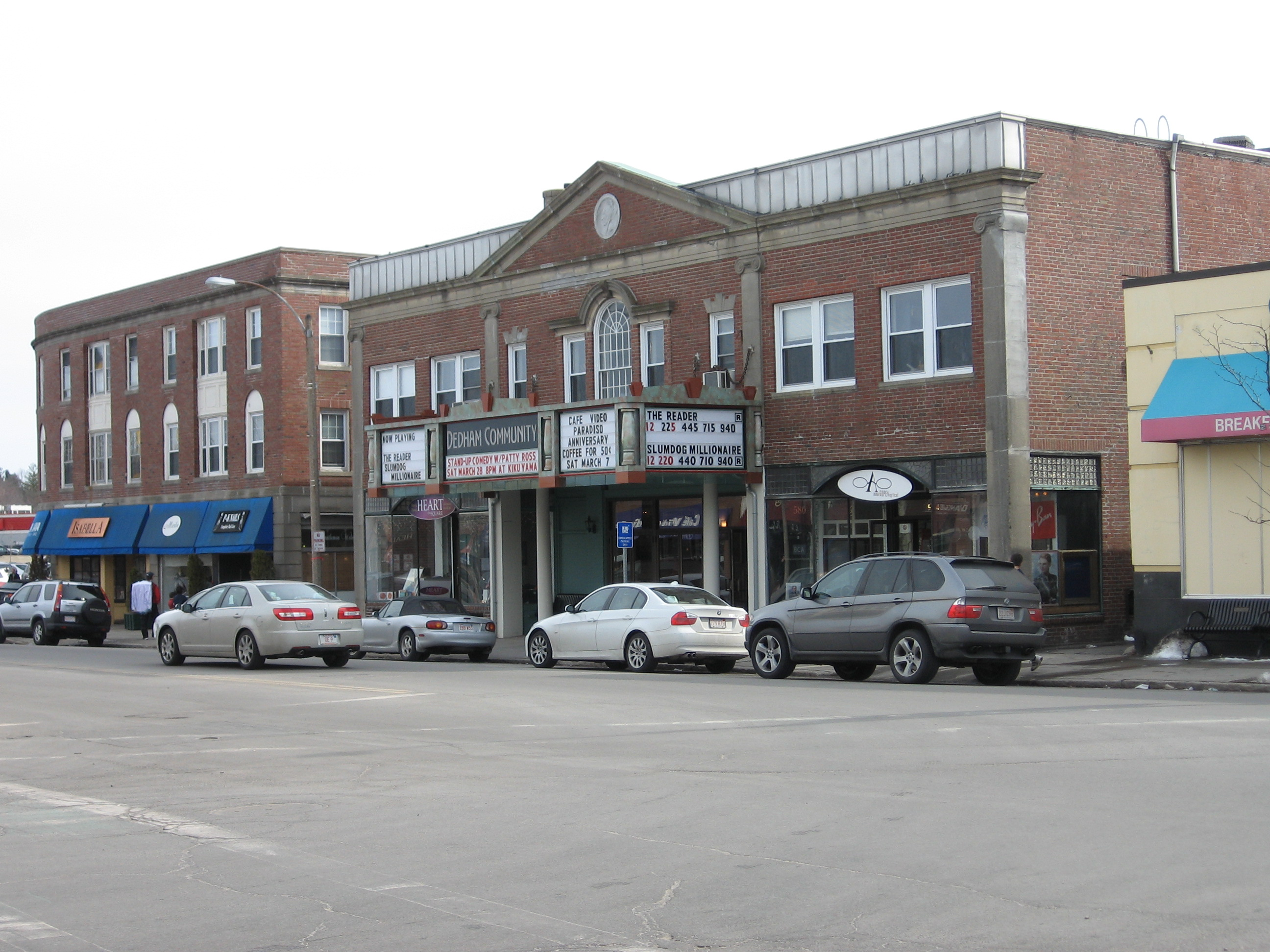
Здание музея в Дедеме, первой открытой галерее

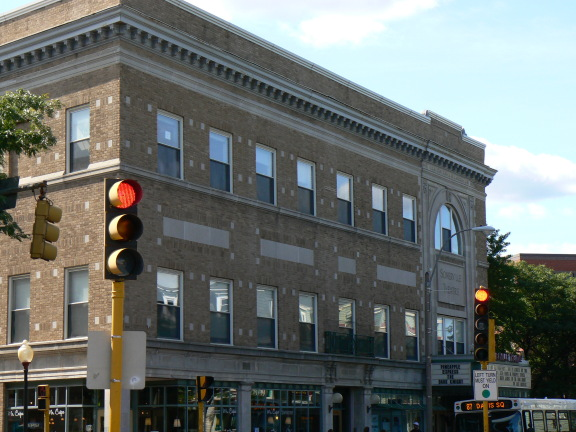
Здание музея в Сомервилле, второй открытой галерее

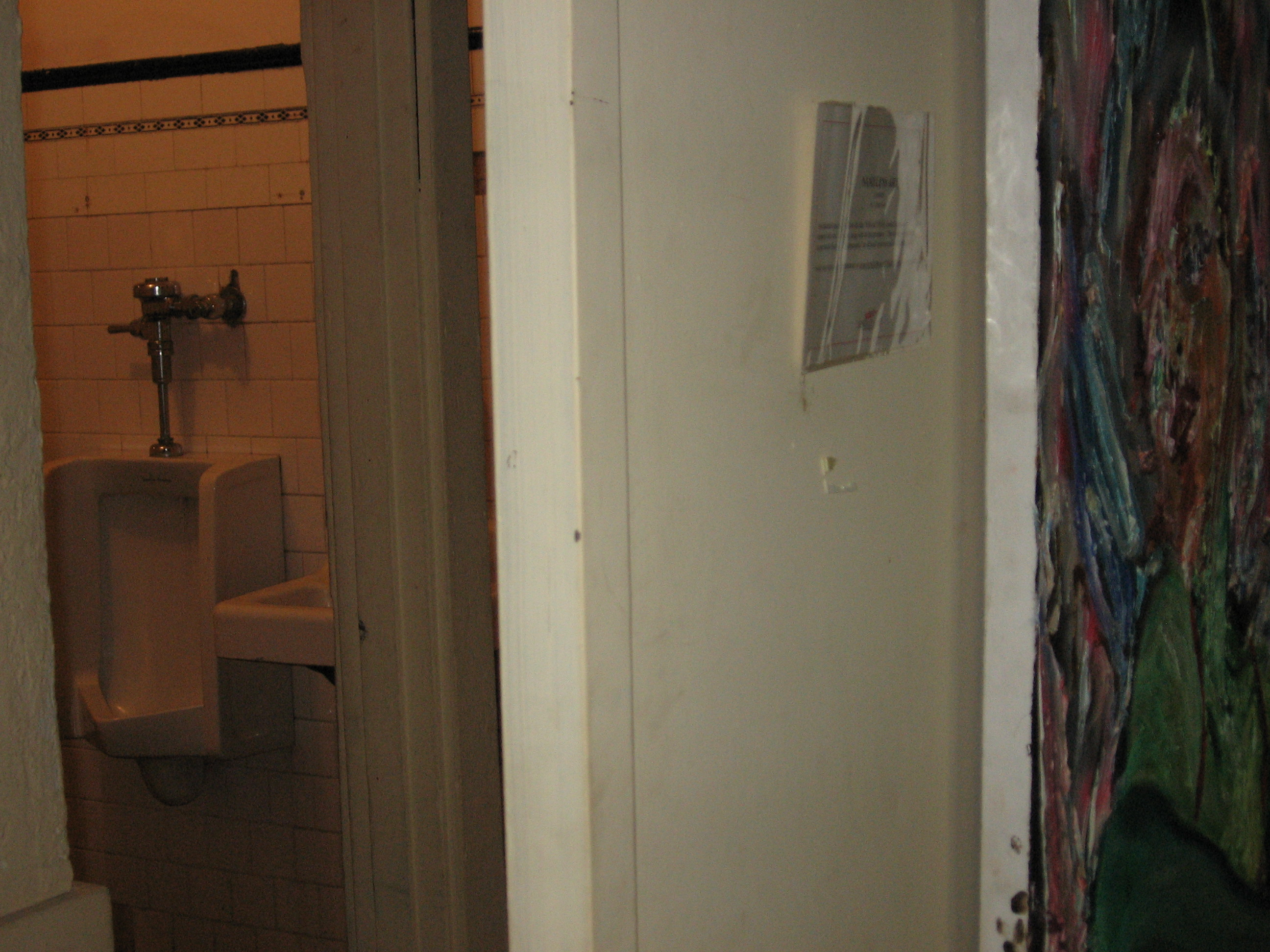
Картины в музее висят прямо возле туалета

Музей плохого искусства был создан в 1994 году антикваром Скоттом Уилсоном, который увидел картину «Люси в поле с цветами», торчащую из мусорной урны в Бостоне и решил, что подобные произведения должны быть собраны и сохранены. Уилсон выставил «Люси» в доме своего друга Джерри Рейли и призвал друзей искать другое «плохое искусство» и уведомлять его о своих находках. Когда Уилсон приобрёл другой «шедевр» и поделился находкой с Рейли, они решили начать собирать коллекцию. Рейли и его жена, Мария Джексон, вскоре (в марте 1994 года) устроили в своём доме приём, который шутливо назвали «Открытие музея плохого искусства». Регулярные показы части собранных Уилсоном, Рейли и Джексоном экспонатов явно превышали возможности маленького дома Джексона в Западном Роксбери (Массачусетс), так как в приёмах принимали участие сотни человек. Попыткой решить проблему ограниченности выставочных площадей стало создание «виртуального» музея плохого искусства, CD-ROMа с работами 95 художников, представлеными в коллекции МОВА.
В 1995 году выставочная площадка была перенесена в подвал Любительского театра Дедема, и, как отмечает The Boston Globe, коллекции произведений искусства размещены «недалеко от мужского туалета», где соответствующие звуки и запахи якобы «помогают поддерживать равномерную влажность».
В первые дни существования МОВА в музее прошло несколько выставок необычных форматов: в одном случае работы висели на деревьях в лесу на Кейп-Код для выставки «Искусство из окна — галерея в лесу» (англ. Art Goes Out the Window — The Gallery in the Woods); в выставке под названием «Затопленное плохое искусство» (Awash in Bad Art) 18 произведений искусства были покрыты термоусадочной влагонепроницаемой плёнкой для «первого в мире оборудованного для наблюдения из автомобиля музея и автомойки»; в 2001 году прошла выставка «Голый бакс — ничего, кроме ню» (Buck Naked — Nothing But Nudes), на которой в местных спа были представлены все картины коллекции музея в стиле ню; в 2006 году прошла выставка под названием «Тривиальные портреты» (Portraits banals), посвящённая закрытию выставки Дэвида Хокни в Музее изящных искусств в Бостоне.
В 2008 году открылась вторая галерея в театре Сомервилля на площади Дэвиса (Сомервилль, штат Массачусетс), где коллекция также была помещена рядом с туалетами. Хотя первая галерея бесплатна и открыта для общественности, сюда можно войти, только купив билет в сам театр. Выставки под названием «Яркие цвета / Тёмные эмоции» (Bright Colors / Dark Emotions) и «Знайте, что вам нравится / Пишите (на холсте), как чувствуете» (Know What You Like / Paint How You Feel) были проведены в академических галереях колледжа искусств в Беверли, штат Массачусетс. Предметы из коллекции МОВА также были выставлены в музеях в Вирджинии, Оттаве и Нью-Йорке.
В феврале 2009 года МОВА объявила сбор средств для оказания помощи музею Роуза в университете Брандейса, который серьезно рассматривал возможность продать часть шедевров из-за глобального финансового кризиса 2008—2011 годов и (что ещё хуже для университета) потери части спонсорских денег в инвестиционных схемах Бернарда Мэдоффа. Текущий куратор МОВА музыкант Майкл Франк разместил на аукционе eBay картину «Исследования пищеварения» (Studies in Digestion) — на четырёх панелях показаны четыре фазы работы человеческого пищеварительного тракта; лот в конечном итоге был продан за $ 152,53 при начальной ставке $ 24,99. Эти скудные доходы пошли в музей Роуза, в то время как Музей плохого искусства получил известность.

## Кражи из музея

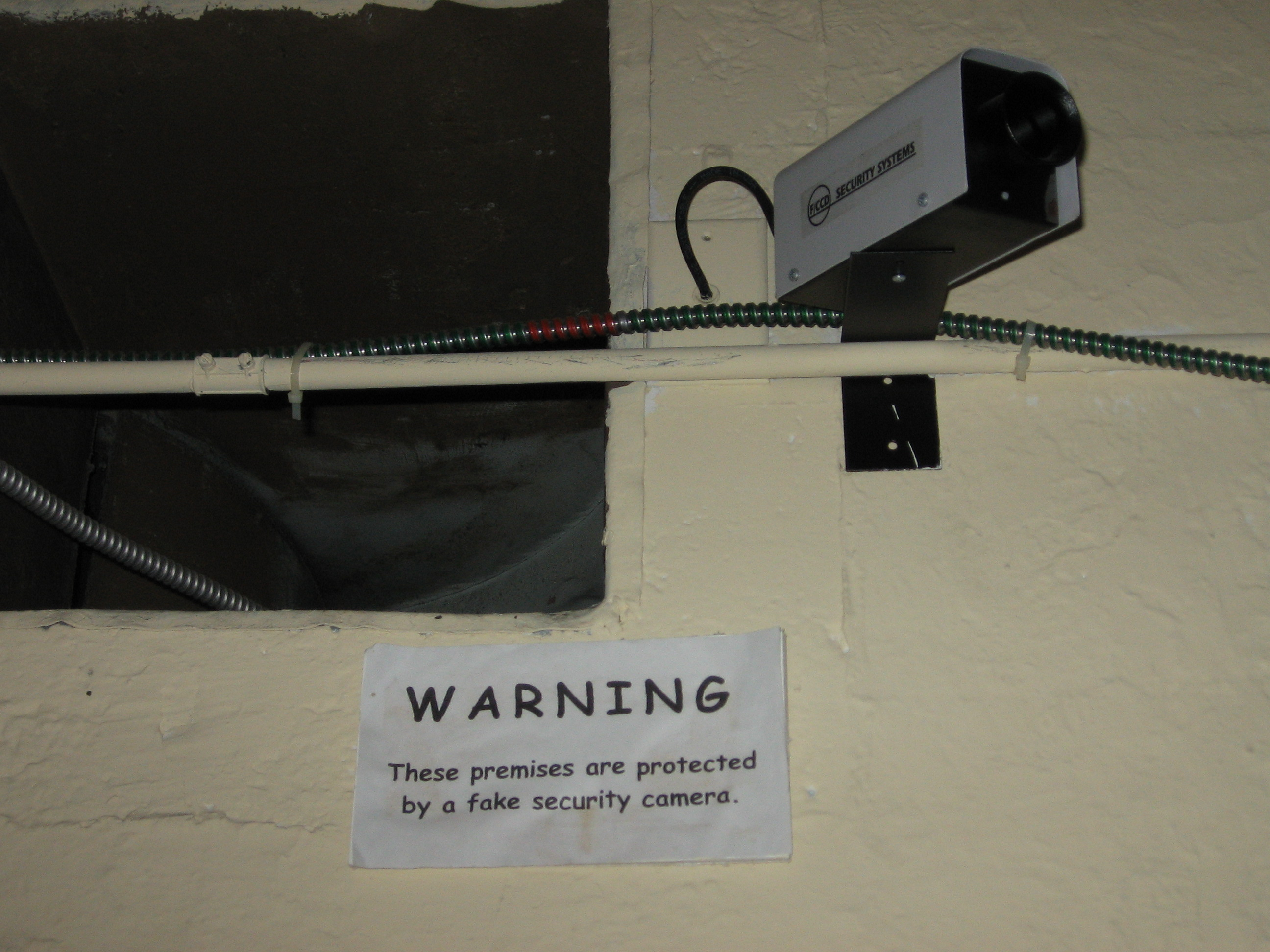
Поддельные камеры безопасности в филиале музея (Дедхем)

Кража двух экспонатов музея привлекла к нему внимание средств массовой информации и повысила известность музея. В 1996 году картина «Эйлин», работы Р. Анджело Ли (R. Angelo Le), исчезла из МОВА. Музей предлагал вознаграждение в размере $ 6,50 за возвращение «Эйлин», и хотя в дальнейшем сумма вознаграждения была увеличена до $ 36,73, работа осталась невозвращённой на протяжении многих лет.
После кражи картины персонал музея установил поддельные видеокамеры с подписью: «Внимание. Эта галерея защищена поддельными видеокамерами» (WARNING: These premises are protected by a fake security camera). Несмотря на этот сдерживающий фактор, в 2004 году из музея был похищен автопортрет Ребекки Харрис. Он был снят со стены и заменён на записку с требованием выкупа в $ 10, хотя вор забыл внести свою контактную информацию. Вскоре после исчезновения картина была возвращена с 10 долларами. Куратор Майкл Франк предполагает, что вору было сложно укрывать украденный портрет, при том, что «авторитетные институты отказываются вести переговоры с преступниками».

## Стандарты принятия в коллекцию
Хотя девиз музея: «Искусство слишком плохое, чтобы быть проигнорированным», МОВА имеет строгие стандарты относительно того, что они принимают. По словам Марии Джексон, девять десятых работ не пройдут отбор, потому что они недостаточно плохи, но то, что иногда сам художник считает плохим, не всегда отвечает стандартам музея. Отсутствие художественного мастерства не является необходимым атрибутом работы, которая будет включена в коллекцию. Скотт Уилсон утверждает, что принятие произведения искусства в МОВА — это «праздник энтузиазма» художника.
Важным критерием попадания в запасники музея является то, что живопись или скульптура не должна быть скучной. Луиза Рейли Сакко утверждает по этому поводу: «Если мы что-то делаем весело, то это заслуга арт-сообщества, а не художников. Но это настоящий музей. Это 10 лет. Это 6000 человек по списку рассылки. Это признание во всём мире».
МОВА принимает нежелательные работы, если они соответствуют его стандартам. Это могут быть экспрессивные, но неудавшиеся работы, или произведения технически опытных художников, являющихся попыткой эксперимента, закончившегося неудачно. Дин Ниммер, профессор Массачусетского колледжа искусств (и исполнительный директор МОВА по вопросам отбора экспонатов), отметил параллели между МОВА и другими учреждениями: «Они (организаторы МОВА) берут модель музея изобразительных искусств и применяют такие же критерии для принятия плохих работ… [Их правила] очень похожи на галерею или музей, который говорит: „Ну, наша площадка на самом деле предназначена для инсталляций, или картин в духе реализма, или нео-пост-современной абстракции“».
МОВА не собирает предметы искусства, сделанные детьми, созданные фабрично или специально созданные для туристов. Кураторы также не заинтересованы в ремесленных поделках и считают, что более подходящим местом для таких работ будет «Музей сомнительного вкуса, Международная коллекция халтуры или Национальное казначейство сомнительного украшения домов».

## Пополнение коллекции
Многие из работ в коллекции МОВА были пожертвованы самими художниками, другие попадают с аукционов или благотворительных магазинов; Союз Коллекционеров мусора в Кембридже, штат Массачусетс предоставил работы, спасённые от неминуемой гибели. Часто картины дарят люди, которым понравилась концепция музея. Иногда картины покупаются, в своё время политика МОВА позволяла тратить на приобретение одного экспоната не больше, чем $ 6,50, но в последнее время за «исключительную работу» могут заплатить в два и даже в три раза больше.

## Некоторые известные экспонаты коллекции
Каждый экспонат сопровождается кратким описанием, в котором указывается: использованные материалы, размер, имя автора, а также каким образом произведение было приобретено в коллекцию и анализ символики.

### «Люси в поле с цветами»
Многие работы из коллекции МОВА вызывают бурное обсуждение среди посетителей. «Люси в поле с цветами» (холст, масло; автор неизвестен; картина найдена в мусоре в Бостоне), остается любимой картиной, к которой приковано внимание СМИ и меценатов. Как первая работа, приобретённая музеем, «Люси» устанавливает стандарт принятия в коллекцию, и вызывает у основателей МОВА вопрос: Скотт Уилсон обнаружил «Люси» или она нашла его?
Кейт Своджер из монреальской «The Gazette» называет «Люси» «великолепной ошибкой», описав её как танцующую в пышном поле весной пожилую женщину, обвисшие груди которой вольно хлопают; она необъяснимым образом опирается одной рукой на красный стул, на котором сидит, а в другой держит букет ромашек. Кэш Петерс, используя менее витиеватый язык, охарактеризовал картину так: «старуха с креслом, приклеенным к её заднице». Описание «Люси» в галерее гласит: «движение, стул, колыхание её груди, тонкие оттенки неба, выражение её лица — каждая деталь сочетается, чтобы создать этот трансцендентный и убедительный портрет, каждая деталь кричит: „Шедевр!“».
Внучка настоящей «Люси» (той, с которой писали картину), живущая в районе Бостона медсестра Сьюзен Лолор, стала поклонником МОВА, увидев портрет в газете. Она узнала в нём свою бабушку, Анну Лалли Кин (ок. 1890—1968). Увидев фотографию, Сьюзен фыркнула кока-колой из носа в изумлении. Картина была заказана её матерью и висела в доме её тети на протяжении многих лет, несмотря на то, что члены её семьи ужасались этой работе. «Лицо — определённо её, но всё остальное — ужасно, — сказала Лолор. — Кажется, что у неё всего одна грудь, и непонятно, что у неё с руками и ногами, и эти цветы, и это жёлтое небо…»

### «Жонглирующая собака в юбке из травы»
Картина «Жонглирующая собака в юбке из травы» (темпера и акриловые краски, холст; подарена художницей Мэри Ньюман) была создана Мэри Ньюман, профессиональной художницей из Миннеаполиса, которая описала, как эта картина появилась на свет. Она купила использованные полотна, когда была бедной студенткой колледжа искусств и была не уверена, как использовать холст этих размеров. Вдохновленная увиденной карикатурой таксы, она решила, что собака будет основой картины, но была недовольна «силой» и производимым впечатлением работы, пока не добавила юбку из травы, увиденную в журнале, и цветные кости для собак, увиденные в зоомагазине. Ньюмен написала кураторам, говоря: «Я чуть не бросила её, пока не услышала о МОВА. После многих лет сложно выбрасывать работы, теперь я бы хотела сохранить их все для вас».

### «Джордж на ночном горшке воскресным днём»
Картина «Джордж на ночном горшке воскресным днём» (акрил на холсте; автор неизвестен; пожертвована Джимом Шульманом) была признана журналисткой The Boston Globe Беллой Инглиш (Bella English) «знаковой», той работой, которая «на 100 процентов гарантированно заставит вас рассмеяться». Скотт Уилсон представляет «Джорджа» как пример технически хорошо выполненного произведения искусства.
Многие посетители МОВА загипнотизированы образом дородного человека, одетого в «Y-образное» нижнее бельё, сидящего на горшке, написанного в стиле пуантилизма, похожим на стиль Жоржа Сёра. Художник Эми Левин видит в работе пародию на картину «Воскресный день на острове Гранд-Жатт», также известную как «Воскресенье в парке с Джорджем». Предположительно, объектом этой картины был (как «предварительно определили» создатели Шнобелевской премии в журнале «Анналы невероятных исследований») Джон Эшкрофт, бывший Генеральный прокурор США.
Один из посетителей был так тронут «Джорджем», что выразил свою благодарность за его проявление в подвале Любительского театра Дедема, написав: «Кто-то проскользнул в ванную, когда я смотрел на эту картину, и начал громко мочиться в туалете. Гулкий звук брызгов мочи во время просмотра „Джорджа“ привнесли на картину жизнь, а когда прозвучал слив, я плакал». Сопровождающая картину подпись знакомит с кратким анализом: «Может, в облаке закрученного пара тает огромная масса корпоративной ответственности Джорджа? Эта картина написана в стиле пуантилизма. Любопытно тщательное внимание к мелким деталям, таким как сшивание по краю полотенца, в отличие от почти небрежного игнорирования ног субъекта».

## Мотивы и интерпретации
В своей книге Кэш Питерс выделяет шесть характеристик, общих для многих произведений искусства из коллекции музея:
1. Художники не в состоянии правильно изобразить руки или ноги, и маскируют их, скрывая под длинными рукавами, или размещая обувь в явно неподходящих ситуациях.
2. Петерс сравнивает художников Рембрандта и Дж. Тернера, мастеров пейзажей, которые «могли бы, вероятно, рисовать с закрытыми глазами», с художниками, чьи работы выставлены в музее — видимо, они тоже рисуют с закрытыми глазами, так как небо часто окрашено в любой цвет, кроме синего, а флора и фауна создаётся не похожей на каких-либо существующих растений и животных.
3. Художники непоследовательно применяют перспективу (как в рамках одной картины, так и от произведения к произведению).
4. Большие трудности у художников вызывает попытка правильно изобразить нос: Петерс пишет, что попытка нарисовать нос будет предпринята столько раз, что работа становится трёхмерной из-за толщины нанесённой на неё краски.
5. Плохие художники используют «смешанную технику»: если есть сомнения в качестве получившейся работы, они клеят перья, блестки или волосы на картину.
6. И наконец, Петерс предполагает, что художники знают, что картина вышла плохой, но, видимо, думают, что она может быть спасена добавлением на полотно животных: обезьяны или пуделя.

С конца 2008 года в МОВА проводят эксперимент: название и подпись к некоторым работам могут придумать сами посетители. По словам персонала музея, так как некоторые из работ невероятно загадочны, простая художественная интерпретация не является достаточной.

## Известность музея
Музей плохого искусства был упомянут в сотнях публикаций по всему миру, нередко входит в различные списки самых странных музеев мира, а также отмечен на многих путеводителях по оригинальным достопримечательностям в районе Бостона. МОВА вдохновил многих людей подобные выставки в Огайо, Сиэтле, и Австралии. Местная театральная труппа в Миннеаполисе, штат Миннесота, была настолько вдохновлена миссией МОВА, что её актёры написали одноактную пьесу, несколько раз изменявшуюся в зависимости от их любимых «шедевров» музея.

### Концепция музея
Работы, выставленные в МОВА, часто описываются как «неумышленно весёлые», подобно жестоким фильмам Эда Вуда. Посетители и даже персонал МОВА часто начинают громко смеяться; Кэш Питерс противопоставляет такое поведение тому, что ожидается от посетителей в галереях, таких как музей Гетти в Южной Калифорнии, хотя многие зрители могли бы найти искусство в Гетти таким же смешным, если бы оно было бы выброшено.
В 2006 году Луиза Сакко Рейли приняла участие в дискуссии с властями о стандартах красоты и уродства в искусстве, опубликованной в журнале «Архитектура Бостона». Она отметила, что учителя приводят учащихся художественной школы в МОВА, а затем в музей изящных искусств, и утверждает, что МОВА «освобождает» детей, позволяя им смеяться над произведениями искусства, и даёт точку опоры, чтобы иметь своё собственное мнение и спорить о вещах.